# شاخص کشور خوب

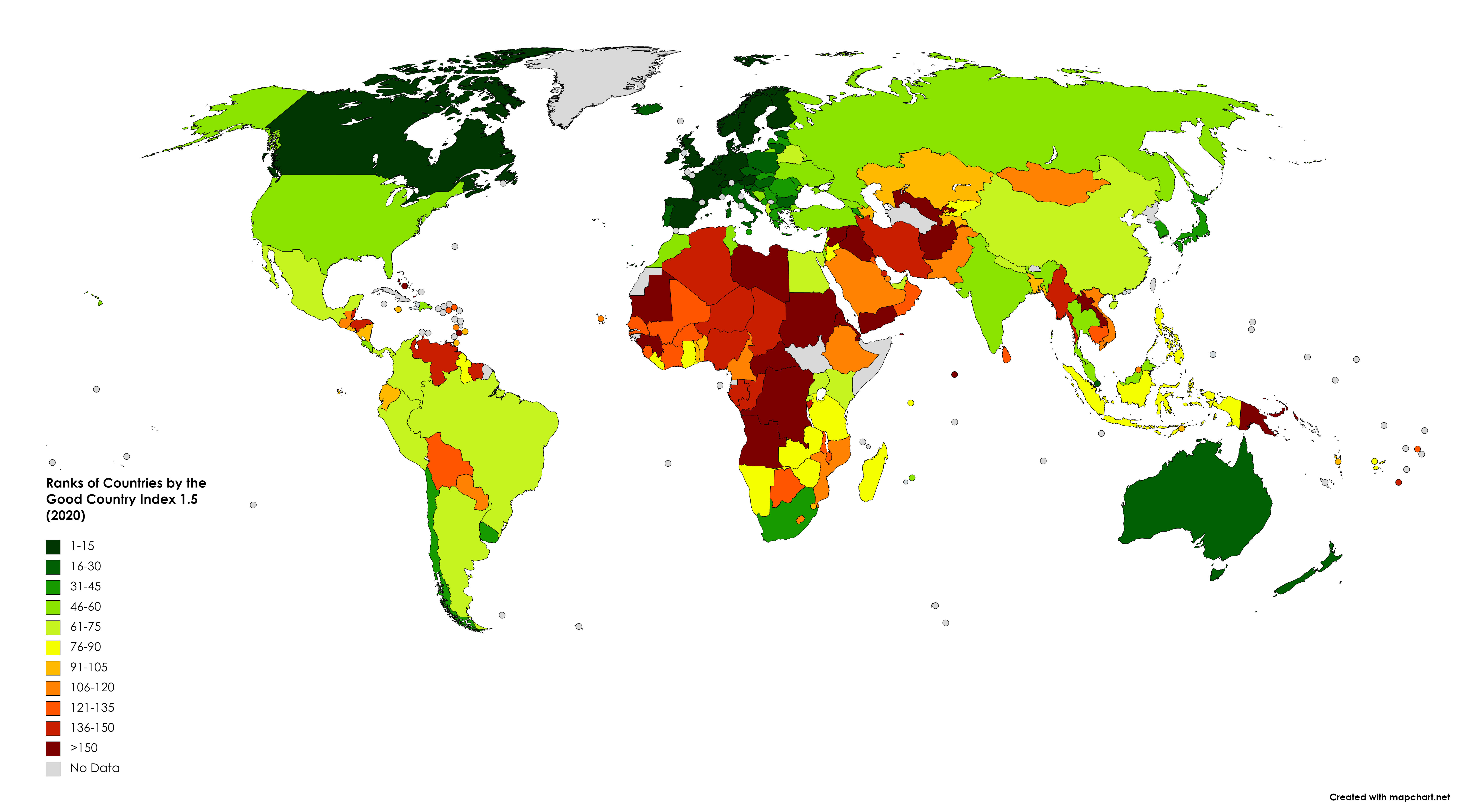
رتبه کشورها بر پایهٔ کشور خوب ۱/۲ (۲۰۱۷)

شاخص کشور خوب (انگلیسی: Good Country Index) نشان می‌دهد هر کشور که در این فهرست حضور دارد تا چه اندازه از طریق سیاست‌ها و رفتارش به کرهٔ زمین و نوع بشر خدمت می‌کند.

## ۵۰ کشور نخست (نسخه ۱٫۳) ۲۰۱۸
| رتبه ۲۰۱۸ | کشور                |
| --------- | ------------------- |
| ۱         | فنلاند              |
| ۲         | هلند                |
| ۳         | جمهوری ایرلند       |
| ۴         | سوئد                |
| ۵         | آلمان               |
| ۶         | دانمارک             |
| ۷         | سوئیس               |
| ۸         | نروژ                |
| ۹         | فرانسه              |
| ۱۰        | اسپانیا             |
| ۱۱        | کانادا              |
| ۱۲        | بلغارستان           |
| ۱۳        | بلژیک               |
| ۱۴        | استونی              |
| ۱۵        | بریتانیا            |
| ۱۶        | لوکزامبورگ          |
| ۱۷        | نیوزیلند            |
| ۱۸        | اتریش               |
| ۱۹        | ایتالیا             |
| ۲۰        | استرالیا            |
| ۲۱        | لتونی               |
| ۲۲        | قبرس                |
| ۲۳        | سنگاپور             |
| ۲۴        | ژاپن                |
| ۲۵        | مقدونیه شمالی       |
| ۲۶        | کرهٔ جنوبی           |
| ۲۷        | مولداوی             |
| ۲۸        | اسلواکی             |
| ۲۹        | رومانی              |
| ۳۰        | پرتغال              |
| ۳۱        | لهستان              |
| ۳۲        | چک                  |
| ۳۳        | اسلوونی             |
| ۳۴        | کاستاریکا           |
| ۳۵        | شیلی                |
| ۳۶        | ایسلند              |
| ۳۷        | لیتوانی             |
| ۳۸        | گرجستان             |
| ۳۹        | مجارستان            |
| ۴۰        | ایالات متحده آمریکا |
| ۴۱        | روسیه               |
| ۴۲        | یونان               |
| ۴۳        | بوسنی و هرزگوین     |
| ۴۴        | هند                 |
| ۴۵        | مالزی               |
| ۴۶        | ارمنستان            |
| ۴۷        | آفریقای جنوبی       |
| ۴۸        | موریس               |
| ۴۹        | اروگوئه             |
| ۵۰        | صربستان             |

## ۱۶۳ کشور نخست (نسخه ۱٫۲) ۲۰۱۷
| رتبه ۲۰۱۷ | کشور                   | علم و فناوری | فرهنگ | صلح و امنیت بین‌المللی | نظم جهانی | کره زمین و آب و هوا | خوشبختی و برابری | بهداشت و تندرستی |
| ۱         | هلند                   | ۸            | ۲     | ۲۷                    | ۳         | ۱۹                  | ۴                | ۹                |
| ۲         | سوئیس                  | ۱۱           | ۴     | ۴۴                    | ۱۰        | ۲                   | ۵                | ۶                |
| ۳         | دانمارک                | ۴            | ۶     | ۶۴                    | ۹         | ۱۴                  | ۲                | ۳                |
| ۴         | فنلاند                 | ۷            | ۱۳    | ۵۲                    | ۸         | ۶                   | ۹                | ۱۲               |
| ۵         | آلمان                  | ۲۱           | ۱۵    | ۳۷                    | ۲         | ۱۸                  | ۱۴               | ۷                |
| ۶         | سوئد                   | ۱۷           | ۵     | ۶۷                    | ۴         | ۲۶                  | ۳                | ۱                |
| ۷         | جمهوری ایرلند          | ۳۲           | ۸     | ۵۰                    | ۲۱        | ۱۰                  | ۱                | ۲                |
| ۸         | بریتانیا               | ۵            | ۱۱    | ۴۸                    | ۱۲        | ۱۱                  | ۳۵               | ۴                |
| ۹         | اتریش                  | ۶            | ۷     | ۶۵                    | ۱         | ۱۷                  | ۱۳               | ۲۸               |
| ۱۰        | نروژ                   | ۴۹           | ۲۲    | ۵۱                    | ۷         | ۵                   | ۸                | ۵                |
| ۱۱        | فرانسه                 | ۲۴           | ۱۴    | ۵۳                    | ۱۶        | ۳                   | ۱۷               | ۲۳               |
| ۱۲        | مجارستان               | ۳            | ۱۹    | ۱۷                    | ۴۳        | ۳۲                  | ۲۳               | ۳۳               |
| ۱۳        | بلژیک                  | ۹            | ۱     | ۱۰۹                   | ۱۳        | ۲۲                  | ۷                | ۱۶               |
| ۱۴        | کانادا                 | ۲۹           | ۲۵    | ۴۱                    | ۱۱        | ۳۹                  | ۲۷               | ۸                |
| ۱۵        | سنگاپور                | ۲۶           | ۲۹    | ۱۴                    | ۳۰        | ۲۱                  | ۱۹               | ۴۹               |
| ۱۶        | ایتالیا                | ۴۱           | ۲۶    | ۵۵                    | ۱۴        | ۷                   | ۳۶               | ۲۴               |
| ۱۷        | نیوزیلند               | ۱۲           | ۳۵    | ۳۳                    | ۱۹        | ۲۷                  | ۶۹               | ۱۷               |
| ۱۸        | اسپانیا                | ۴۰           | ۳۰    | ۱۷۱                   | ۱۵        | ۹                   | ۳۴               | ۲۲               |
| ۱۹        | لوکزامبورگ             | ۳۷           | ۱۰    | ۱۰۰                   | ۲۰        | ۳۰                  | ۵۶               | ۱۱               |
| ۲۰        | قبرس                   | ۳۱           | ۴۴    | ۷۳                    | ۱۷        | ۴                   | ۳۸               | ۵۹               |
| ۲۱        | ژاپن                   | ۶۱           | ۴۵    | ۱۸                    | ۴۷        | ۳۳                  | ۴۷               | ۲۱               |
| ۲۲        | بلغارستان              | ۱۴           | ۳۹    | ۶۹                    | ۳۲        | ۴۰                  | ۳۹               | ۵۳               |
| ۲۳        | استرالیا               | ۲۰           | ۴۸    | ۵۴                    | ۶         | ۵۰                  | ۱۰۲              | ۱۳               |
| ۲۴        | پرتغال                 | ۳۹           | ۱۲    | ۱۳۳                   | ۲۸        | ۲۳                  | ۲۱               | ۳۹               |
| ۲۵        | ایالات متحده آمریکا    | ۳۸           | ۶۷    | ۷۲                    | ۲۹        | ۳۵                  | ۶۲               | ۱۰               |
| ۲۶        | یونان                  | ۲۷           | ۴۷    | ۱۱۵                   | ۳۱        | ۱۵                  | ۵۰               | ۲۹               |
| ۲۷        | ایسلند                 | ۱۵           | ۳۷    | ۷۷                    | ۴۲        | ۱                   | ۱۰۵              | ۴۱               |
| ۲۸        | استونی                 | ۳۶           | ۳     | ۹۳                    | ۷۲        | ۵۷                  | ۳۷               | ۲۷               |
| ۲۹        | کره جنوبی              | ۴۴           | ۳۴    | ۳۵                    | ۳۳        | ۹۸                  | ۶۵               | ۱۹               |
| ۳۰        | لهستان                 | ۲۳           | ۲۱    | ۱۰۷                   | ۲۴        | ۳۴                  | ۴۶               | ۷۹               |
| ۳۱        | مولدووا                | ۴۷           | ۴۶    | ۹                     | ۶۴        | ۷۳                  | ۲۲               | ۸۷               |
| ۳۲        | اسلوونی                | ۱۰           | ۱۶    | ۱۶۰                   | ۱۸        | ۱۲                  | ۷۷               | ۵۷               |
| ۳۳        | مالت                   | ۶۲           | ۲۸    | ۱۲۴                   | ۵         | ۲۰                  | ۴۲               | ۷۶               |
| ۳۴        | جمهوری چک              | ۲            | ۹     | ۹۸                    | ۴۸        | ۶۰                  | ۹۸               | ۴۷               |
| ۳۵        | شیلی                   | ۷۴           | ۵۱    | ۱۹                    | ۲۶        | ۴۳                  | ۷۳               | ۹۱               |
| ۳۶        | کرواسی                 | ۳۳           | ۳۸    | ۱۴۶                   | ۵۸        | ۱۳                  | ۱۰               | ۸۳               |
| ۳۷        | مالزی                  | ۵۲           | ۴۱    | ۳۴                    | ۴۰        | ۱۴۹                 | ۱۹               | ۴۶               |
| ۳۸        | ترکیه                  | ۵۵           | ۷۵    | ۷۸                    | ۳۹        | ۵۱                  | ۴۰               | ۴۴               |
| ۳۹        | کاستاریکا              | ۷۶           | ۳۲    | ۱۶                    | ۲۲        | ۴۶                  | ۸۲               | ۱۱۰              |
| ۴۰        | رومانی                 | ۳۰           | ۳۱    | ۵۸                    | ۳۶        | ۳۷                  | ۸۱               | ۱۱۲              |
| ۴۱        | لتونی                  | ۱۳           | ۱۷    | ۱۰۴                   | ۷۰        | ۴۲                  | ۸۰               | ۷۰               |
| ۴۲        | لیتوانی                | ۱۸           | ۲۳    | ۹۹                    | ۵۶        | ۱۶                  | ۱۲۴              | ۶۴               |
| ۴۳        | موریس                  | ۸۳           | ۲۷    | ۵۶                    | ۳۴        | ۷۸                  | ۲۵               | ۱۲۶              |
| ۴۴        | مراکش                  | ۴۵           | ۸۵    | ۱۰                    | ۱۱۴       | ۷۹                  | ۴۳               | ۵۸               |
| ۴۵        | صربستان                | ۲۸           | ۳۳    | ۸۴                    | ۴۵        | ۱۳۲                 | ۶                | ۱۰۶              |
| ۴۶        | مقدونیه شمالی          | ۱۹           | ۵۵    | ۱۳۵                   | ۵۴        | ۶۵                  | ۷۴               | ۳۴               |
| ۴۷        | آفریقای جنوبی          | ۲۵           | ۶۵    | ۲                     | ۲۵        | ۱۵۰                 | ۱۱۴              | ۵۶               |
| ۴۸        | اسلواکی                | ۴۲           | ۲۰    | ۱۱۳                   | ۵۲        | ۲۴                  | ۱۴۲              | ۵۲               |
| ۴۹        | اروگوئه                | ۱۳۵          | ۵۹    | ۶                     | ۳۷        | ۸                   | ۱۳۵              | ۸۰               |
| ۵۰        | باربادوس               | ۳۵           | ۱۸    | ۱۲۶                   | ۱۰۳       | ۵۴                  | ۳۲               | ۱۰۳              |
| ۵۱        | فیلیپین                | ۱۴۶          | ۵۸    | ۴۷                    | ۶۱        | ۵۶                  | ۱۲               | ۹۴               |
| ۵۲        | اردن                   | ۶۵           | ۹۱    | ۳۱                    | ۱۱۱       | ۱۳۷                 | ۲۴               | ۱۸               |
| ۵۳        | اسرائیل                | ۳۴           | ۶۳    | ۱۲۳                   | ۸۴        | ۲۵                  | ۹۹               | ۵۱               |
| ۵۴        | اوکراین                | ۱            | ۶۲    | ۱۰۸                   | ۵۷        | ۱۲۸                 | ۷۲               | ۵۵               |
| ۵۵        | تایلند                 | ۱۰۷          | ۵۴    | ۲۱                    | ۲۳        | ۱۳۸                 | ۱۰۹              | ۳۷               |
| ۵۶        | تونس                   | ۷۲           | ۹۳    | ۳                     | ۱۰۷       | ۶۹                  | ۷۰               | ۹۲               |
| ۵۷        | گرجستان                | ۸۶           | ۱۰۹   | ۷۹                    | ۱۰۱       | ۵۵                  | ۱۱               | ۶۶               |
| ۵۸        | امارات متحده عربی      | ۸۴           | ۵۳    | ۱۴۷                   | ۵۳        | ۱۱۵                 | ۴۹               | ۱۴               |
| ۵۹        | هند                    | ۶۷           | ۵۷    | ۳۲                    | ۸۹        | ۹۷                  | ۴۹               | ۳۵               |
| ۶۰        | قطر                    | ۱۴۵          | ۱۱۴   | ۳۶                    | ۹۴        | ۶۲                  | ۶۱               | ۲۵               |
| ۶۱        | بوسنی و هرزگوین        | ۱۶           | ۶۹    | ۱۴۹                   | ۳۵        | ۱۳۵                 | ۴۵               | ۹۵               |
| ۶۲        | لبنان                  | ۶۸           | ۶۶    | ۱۵۳                   | ۷۶        | ۸۹                  | ۳۱               | ۶۳               |
| ۶۳        | کنیا                   | ۵۹           | ۸۳    | ۶۳                    | ۴۴        | ۶۳                  | ۱۳۰              | ۱۱۴              |
| ۶۴        | فیجی                   | ۵۰           | ۸۱    | ۷۶                    | ۱۶۱       | ۱۰۹                 | ۴۴               | ۳۶               |
| ۶۵        | روسیه                  | ۵۳           | ۱۰۱   | ۸۲                    | ۹۷        | ۶۷                  | ۱۱۶              | ۴۳               |
| ۶۶        | گواتمالا               | ۱۱۹          | ۸۳    | ۲۳                    | ۷۱        | ۱۱۳                 | ۷۸               | ۷۷               |
| ۶۷        | سری‌لانکا               | ۱۱۷          | ۱۴۱   | ۲۶                    | ۷۸        | ۷۲                  | ۵۲               | ۷۸               |
| ۶۸        | عمان                   | ۱۲۳          | ۱۲۶   | ۱۱                    | ۱۱۹       | ۸۶                  | ۷۵               | ۲۶               |
| ۶۹        | آلبانی                 | ۱۰۵          | ۷۸    | ۸۰                    | ۷۴        | ۸۳                  | ۱۵               | ۱۳۸              |
| ۷۰        | پاناما                 | ۹۹           | ۱۱۷   | ۱۱۰                   | ۲۷        | ۹۹                  | ۶۸               | ۵۴               |
| ۷۱        | مونته‌نگرو              | ۴۸           | ۶۱    | ۱۲۸                   | ۴۱        | ۹۱                  | ۷۱               | ۱۳۴              |
| ۷۲        | نیکاراگوئه             | ۱۱۰          | ۱۰۰   | ۹۶                    | ۸۷        | ۱۴۰                 | ۲۰               | ۳۰               |
| ۷۳        | مصر                    | ۶۰           | ۱۲۳   | ۴                     | ۱۲۰       | ۷۰                  | ۱۳۴              | ۷۳               |
| ۷۴        | مکزیک                  | ۹۵           | ۶۴    | ۸۵                    | ۹۹        | ۹۰                  | ۱۰۸              | ۴۸               |
| ۷۵        | ارمنستان               | ۵۶           | ۱۰۳   | ۱۳۶                   | ۱۰۴       | ۱۰۸                 | ۴۸               | ۳۱               |
| ۷۶        | چین                    | ۷۰           | ۱۱۱   | ۴۰                    | ۱۰۹       | ۹۶                  | ۱۱۳              | ۴۸               |
| ۷۷        | اوگاندا                | ۸۲           | ۱۰۷   | ۹۰                    | ۶۳        | ۷۱                  | ۸۷               | ۹۰               |
| ۷۸        | بلاروس                 | ۴۶           | ۹۵    | ۱۳۲                   | ۹۲        | ۷۵                  | ۸۴               | ۶۷               |
| ۷۹        | ساموآ                  | ۶۴           | ۶۰    | ۱                     | ۱۳۰       | ۴۵                  | ۱۴۵              | ۱۴۶              |
| ۸۰        | برزیل                  | ۱۰۹          | ۱۱۹   | ۶۱                    | ۵۰        | ۵۳                  | ۱۶۲              | ۴۰               |
| ۸۱        | اکوادور                | ۱۳۹          | ۱۰۶   | ۲۴                    | ۸۰        | ۹۴                  | ۱۱۰              | ۵۰               |
| ۸۲        | آرژانتین               | ۷۵           | ۱۱۹   | ۳۹                    | ۴۹        | ۱۱۲                 | ۱۰۰              | ۱۲۲              |
| ۸۳        | تیمور شرقی             | ۷۳           | ۱۳۳   | ۴۹                    | ۱۰۲       | ۱۲۰                 | ۲۹               | ۱۰۵              |
| ۸۴        | جمهوری دومینیکن        | ۱۲۲          | ۱۲۵   | ۱۲۹                   | ۵۱        | ۳۱                  | ۷۶               | ۸۱               |
| ۸۵        | کویت                   | ۱۲۷          | ۱۱۰   | ۱۴۰                   | ۸۱        | ۶۶                  | ۸۳               | ۲۰               |
| ۸۶        | بورکینافاسو            | ۹۲           | ۱۲۴   | ۴۶                    | ۶۶        | ۱۴۸                 | ۳۰               | ۱۲۵              |
| ۸۷        | کلمبیا                 | ۷۸           | ۱۱۸   | ۱۵                    | ۱۲۱       | ۸۸                  | ۱۱۹              | ۹۸               |
| ۸۸        | نامیبیا                | ۶۶           | ۴۲    | ۸۹                    | ۱۰۶       | ۱۰۳                 | ۱۳۶              | ۹۶               |
| ۸۹        | جمهوری آذربایجان       | ۱۲۹          | ۱۳۹   | ۴۲                    | ۱۳۲       | ۲۹                  | ۸۶               | ۸۹               |
| ۹۰        | قرقیزستان              | ۸۰           | ۷۶    | ۱۲۱                   | ۶۶        | ۱۵۹                 | ۶۰               | ۸۶               |
| ۹۱        | گرنادا                 | ۲۲           | ۵۰    | ۶۲                    | ۱۵۲       | ۷۷                  | ۱۵۵              | ۱۳۳              |
| ۹۲        | برونئی                 | ۱۲۵          | ۷۹    | ۸                     | ۱۶۳       | ۴۹                  | ۱۵۸              | ۶۸               |
| ۹۳        | سنگال                  | ۶۹           | ۸۷    | ۴۳                    | ۱۰۰       | ۱۳۹                 | ۵۹               | ۱۶۰              |
| ۹۴        | سیشل                   | ۸۹           | ۴۹    | ۱۵۰                   | ۶۰        | ۱۰۰                 | ۱۰۱              | ۱۲۰              |
| ۹۵        | پرو                    | ۱۰۲          | ۹۰    | ۹۷                    | ۹۵        | ۸۰                  | ۹۶               | ۱۱۳              |
| ۹۶        | دومینیکا               | ۵۱           | ۷۳    | ۱۳۷                   | ۱۱۶       | ۸۱                  | ۱۰۴              | ۱۱۱              |
| ۹۷        | مغولستان               | ۱۳۱          | ۹۶    | ۲۸                    | ۱۴۱       | ۱۱۸                 | ۳۳               | ۱۳۰              |
| ۹۸        | کامرون                 | ۱۰۱          | ۱۴۴   | ۱۳                    | ۹۰        | ۱۰۵                 | ۱۵۰              | ۷۴               |
| ۹۹        | بولیوی                 | ۱۶۱          | ۹۸    | ۴۵                    | ۴۶        | ۱۳۶                 | ۱۰۶              | ۸۵               |
| ۱۰۰       | اندونزی                | ۱۶۰          | ۸۸    | ۷                     | ۶۲        | ۱۴۴                 | ۱۳۳              | ۸۴               |
| ۱۰۱       | زامبیا                 | ۱۵۴          | ۱۴۹   | ۵۷                    | ۵۵        | ۶۴                  | ۱۲۱              | ۸۲               |
| ۱۰۲       | رواندا                 | ۱۱۸          | ۱۶۱   | ۲۹                    | ۱۴۴       | ۳۶                  | ۵۴               | ۱۴۱              |
| ۱۰۳       | توگو                   | ۱۱۱          | ۱۱۷   | ۳۸                    | ۱۳۳       | ۱۶۱                 | ۱۶               | ۱۴۸              |
| ۱۰۴       | غنا                    | ۶۳           | ۱۰۴   | ۶۶                    | ۹۳        | ۱۲۱                 | ۱۰۷              | ۱۳۹              |
| ۱۰۵       | تانزانیا               | ۱۵۶          | ۱۲۱   | ۱۲                    | ۸۵        | ۷۶                  | ۱۴۳              | ۱۰۱              |
| ۱۰۶       | عربستان سعودی          | ۸۱           | ۱۳۶   | ۱۴۱                   | ۱۱۷       | ۱۲۲                 | ۸۵               | ۱۵               |
| ۱۰۷       | بنگلادش                | ۱۳۰          | ۱۳۰   | ۸۷                    | ۵۹        | ۱۳۰                 | ۱۳۲              | ۳۲               |
| ۱۰۸       | قزاقستان               | ۱۱۶          | ۱۳۱   | ۲۰                    | ۱۱۰       | ۱۲۳                 | ۱۳۱              | ۷۲               |
| ۱۰۹       | السالوادور             | ۱۲۱          | ۹۹    | ۱۳۴                   | ۱۴۷       | ۱۰۲                 | ۵۸               | ۴۲               |
| ۱۱۰       | ترینیداد و توباگو      | ۹۳           | ۷۱    | ۱۱۶                   | ۱۳۶       | ۱۱۱                 | ۲۸               | ۱۵۲              |
| ۱۱۱       | جزایر مارشال           | ۴۳           | ۴۰    | ۱۶۲                   | ۱۴۹       | ۱۲۹                 | ۴۱               | ۱۴۴              |
| ۱۱۲       | اسواتینی               | ۱۰۴          | ۱۱۲   | ۱۵۶                   | ۱۲۵       | ۴۷                  | ۵۵               | ۱۱۷              |
| ۱۱۳       | جامائیکا               | ۷۷           | ۸۶    | ۷۴                    | ۸۶        | ۱۰۱                 | ۱۴۶              | ۱۴۷              |
| ۱۱۴       | زیمبابوه               | ۹۸           | ۱۱۲   | ۷۰                    | ۱۵۱       | ۱۴۵                 | ۲۶               | ۱۰۷              |
| ۱۱۵       | الجزایر                | ۱۱۳          | ۱۳۸   | ۲۲                    | ۷۹        | ۴۸                  | ۱۶۰              | ۱۵۹              |
| ۱۱۶       | آنتیگوآ و باربودا      | ۹۱           | ۷۴    | ۱۰۳                   | ۱۳۱       | ۶۸                  | ۱۳۹              | ۱۲۴              |
| ۱۱۷       | کیپ ورد                | ۱۰۳          | ۸۴    | ۱۳۸                   | ۱۰۸       | ۲۸                  | ۱۱۵              | ۱۵۴              |
| ۱۱۸       | بوتسوانا               | ۱۳۳          | ۷۲    | ۱۱۲                   | ۷۵        | ۱۱۰                 | ۹۰               | ۱۴۵              |
| ۱۱۹       | مالاوی                 | ۹۴           | ۱۴۲   | ۶۰                    | ۶۹        | ۱۴۶                 | ۱۱۱              | ۱۱۶              |
| ۱۲۰       | ماداگاسکار             | ۱۰۶          | ۹۷    | ۲۵                    | ۱۲۶       | ۱۵۳                 | ۱۰۳              | ۱۳۶              |
| ۱۲۱       | باهاما                 | ۱۱۴          | ۵۲    | ۹۴                    | ۱۴۸       | ۵۹                  | ۱۲۷              | ۱۵۵              |
| ۱۲۲       | هندوراس                | ۱۳۶          | ۱۲۰   | ۸۸                    | ۱۲۲       | ۱۵۸                 | ۶۴               | ۶۲               |
| ۱۲۳       | پاکستان                | ۸۸           | ۱۵۰   | ۹۲                    | ۱۲۹       | ۱۳۴                 | ۱۲۳              | ۳۸               |
| ۱۲۴       | پاراگوئه               | ۱۵۵          | ۱۴۰   | ۳۰                    | ۸۲        | ۱۲۷                 | ۱۵۴              | ۶۹               |
| ۱۲۵       | سنت وینسنت و گرنادین‌ها | ۹۷           | ۴۳    | ۱۴۲                   | ۱۲۴       | ۳۸                  | ۱۴۴              | ۱۶۲              |
| ۱۲۶       | نیجریه                 | ۱۴۲          | ۱۴۶   | ۵                     | ۱۳۷       | ۶۱                  | ۱۲۲              | ۱۵۰              |
| ۱۲۷       | لسوتو                  | ۱۴۸          | ۱۰۸   | ۱۰۲                   | ۱۱۸       | ۱۲۴                 | ۶۷               | ۱۰۰              |
| ۱۲۸       | ویتنام                 | ۱۲۸          | ۱۰۲   | ۵۹                    | ۱۵۸       | ۱۴۱                 | ۸۸               | ۹۹               |
| ۱۲۹       | سنت لوسیا              | ۵۴           | ۲۴    | ۱۳۹                   | ۱۵۷       | ۱۲۶                 | ۱۲۵              | ۱۵۱              |
| ۱۳۰       | بوروندی                | ۷۱           | ۱۶۰   | ۱۲۵                   | ۱۵۰       | ۱۰۷                 | ۹۲               | ۷۴               |
| ۱۳۱       | ایران                  | ۹۰           | ۱۵۷   | ۸۳                    | ۶۸        | ۱۱۷                 | ۱۴۸              | ۱۱۸              |
| ۱۳۲       | گینه                   | ۹۶           | ۱۳۲   | ۱۲۲                   | ۱۲۳       | ۱۵۶                 | ۹۴               | ۶۰               |
| ۱۳۳       | لیبریا                 | ۷۹           | ۱۵۳   | ۱۵۴                   | ۳۸        | ۱۶۰                 | ۱۲۸              | ۷۱               |
| ۱۳۴       | لائوس                  | ۱۰۰          | ۱۴۵   | ۱۰۵                   | ۱۵۹       | ۴۱                  | ۱۱۲              | ۱۲۳              |
| ۱۳۵       | گویان                  | ۱۵۸          | ۶۸    | ۷۵                    | ۱۵۴       | ۱۱۶                 | ۱۱۸              | ۹۷               |
| ۱۳۶       | نیجر                   | ۱۲۰          | ۱۲۸   | ۱۰۱                   | ۸۸        | ۱۵۷                 | ۵۱               | ۱۴۳              |
| ۱۳۷       | بحرین                  | ۱۱۵          | ۱۰۵   | ۱۵۹                   | ۷۷        | ۸۲                  | ۱۵۷              | ۹۳               |
| ۱۳۸       | تونگا                  | ۸۵           | ۷۰    | ۱۶۱                   | ۱۶۲       | ۸۴                  | ۷۹               | ۱۴۹              |
| ۱۳۹       | هائیتی                 | ۱۳۲          | ۹۲    | ۱۴۴                   | ۱۴۰       | ۱۱۹                 | ۵۳               | ۱۱۵              |
| ۱۴۰       | جمهوری کنگو            | ۱۴۴          | ۱۳۷   | ۶۸                    | ۱۲۴       | ۷۴                  | ۱۲۰              | ۱۳۷              |
| ۱۴۱       | گینه بیسائو            | ۵۷           | ۱۵۱   | ۱۶۳                   | ۷۳        | ۱۵۲                 | ۹۱               | ۱۲۱              |
| ۱۴۲       | سورینام                | ۱۳۴          | ۸۰    | ۱۱۴                   | ۱۰۵       | ۹۵                  | ۱۵۱              | ۱۳۲              |
| ۱۴۳       | بنین                   | ۸۷           | ۱۴۳   | ۱۱۷                   | ۱۲۷       | ۱۶۲                 | ۶۶               | ۱۰۹              |
| ۱۴۴       | سیرالئون               | ۱۵۲          | ۱۲۹   | ۱۵۱                   | ۸۳        | ۱۱۴                 | ۱۲۹              | ۱۶۱              |
| ۱۴۵       | کامبوج                 | ۱۵۳          | ۸۹    | ۸۶                    | ۱۳۸       | ۱۵۱                 | ۱۳۸              | ۶۵               |
| ۱۴۶       | موزامبیک               | ۱۴۷          | ۱۲۷   | ۱۰۶                   | ۶۵        | ۱۳۳                 | ۹۳               | ۱۵۳              |
| ۱۴۷       | گابن                   | ۱۵۱          | ۱۵۸   | ۸۱                    | ۹۶        | ۵۸                  | ۱۵۲              | ۱۲۸              |
| ۱۴۸       | ساحل عاج               | ۱۲۶          | ۱۱۶   | ۱۲۰                   | ۱۵۶       | ۹۲                  | ۹۵               | ۱۲۹              |
| ۱۴۹       | جمهوری دموکراتیک کنگو  | ۱۳۸          | ۱۶۲   | ۹۱                    | ۱۵۵       | ۱۰۶                 | ۶۳               | ۱۲۷              |
| ۱۵۰       | بلیز                   | ۱۱۲          | ۳۶    | ۱۴۳                   | ۱۱۳       | ۱۴۷                 | ۱۴۱              | ۱۵۸              |
| ۱۵۱       | جمهوری آفریقای مرکزی   | ۵۸           | ۱۵۹   | ۱۴۸                   | ۱۴۶       | ۱۴۲                 | ۸۹               | ۱۰۸              |
| ۱۵۲       | ونزوئلا                | ۱۴۹          | ۱۵۴   | ۱۱۸                   | ۹۱        | ۸۵                  | ۱۵۶              | ۱۰۴              |
| ۱۵۳       | پاپوآ گینه نو          | ۱۳۷          | ۹۴    | ۱۳۰                   | ۹۸        | ۹۳                  | ۱۶۱              | ۱۵۷              |
| ۱۵۴       | گینه استوایی           | ۱۵۷          | ۱۴۷   | ۱۱۱                   | ۱۶۰       | ۵۲                  | ۱۶۳              | ۱۰۲              |
| ۱۵۵       | سوریه                  | ۱۴۰          | ۱۵۲   | ۱۳۱                   | ۱۴۲       | ۱۰۴                 | ۱۴۷              | ۸۸               |
| ۱۵۶       | آنگولا                 | ۱۶۳          | ۱۴۸   | ۱۱۹                   | ۱۵۳       | ۴۴                  | ۱۱۷              | ۱۶۳              |
| ۱۵۷       | مالی                   | ۱۴۳          | ۱۲۴   | ۱۵۵                   | ۱۳۹       | ۱۴۳                 | ۵۷               | ۱۴۲              |
| ۱۵۸       | موریتانی               | ۱۴۱          | ۵۶    | ۹۵                    | ۱۴۳       | ۱۶۳                 | ۱۵۸              | ۱۶۱              |
| ۱۵۹       | چاد                    | ۱۲۴          | ۱۳۵   | ۱۲۷                   | ۱۴۵       | ۱۳۱                 | ۱۲۶              | ۱۴۰              |
| ۱۶۰       | یمن                    | ۱۰۸          | ۱۵۵   | ۱۵۷                   | ۱۲۸       | ۱۲۵                 | ۱۳۷              | ۱۱۹              |
| ۱۶۱       | عراق                   | ۱۶۲          | ۱۵۶   | ۱۵۸                   | ۱۱۵       | ۸۷                  | ۱۵۳              | ۱۳۵              |
| ۱۶۲       | لیبی                   | ۱۵۰          | ۱۶۳   | ۱۴۵                   | ۱۱۲       | ۱۵۴                 | ۹۷               | ۱۵۶              |
| ۱۶۳       | افغانستان              | ۱۵۹          | ۱۱۵   | ۱۵۲                   | ۱۳۵       | ۱۵۵                 | ۱۴۰              | ۱۳۱              |

## روش تحقیق

### رده‌ها و شاخص‌ها

#### علم، فناوری و دانش
- شمار دانشجویان خارجی که در یک کشور تحصیل می‌کنند نسبت به تولید ناخالص داخلی
- شمار صادرات مجلات، ژورنال‌های علمی و روزنامه نسبت به تولید ناخالص داخلی
- شمار مقاله‌های منتشرشده در ژورنال‌های بین‌المللی نسبت به تولید ناخالص داخلی
- شمار برندگان جوایز نوبل نسبت به تولید ناخالص داخلی
- شمار درخواست‌های ثبت اختراج بین‌المللی نسبت به تولید ناخالص داخلی

#### فرهنگ
- صادرات کالاهای خلاقانه (بر پایهٔ رده‌بندی گزارش اقتصاد خلاق آنکتاد نسبت به تولید ناخالص داخلی
- صادرات خدمات خلاقانه (بر پایهٔ رده‌بندی گزارش اقتصاد خلاق آنکتاد نسبت به تولید ناخالص داخلی
- بدهی‌های معوقه به یونسکو به عنوان درصد مشارکت (شاخص منفی)
- شمار کشورها و سرزمین‌هایی که شهروندان یک کشور بدون ویزا می‌توانند به آنها بروند
- آزادی مطبوعات (بر پایهٔ میانگین گزارشگران بدون مرز و خانهٔ آزادی به شکل شاخص منفی)

#### صلح و امنیت بین‌المللی
- شمار نیروهایی که در قالب محافظان صلح به کشورهای دیگر فرستاده شده‌اند نسبت به تولید ناخالص داخلی
- درصد بدهی‌های معوقه به نیروهای محافظ صلح سازمان ملل (شاخص منفی)
- شمار تلفات خشونت سازمان‌یافته بین‌المللی نسبت به تولید ناخالص داخلی (شاخص منفی)
- صادرات تسلیحات و مهمات نسبت به تولید ناخالص داخلی (شاخص منفی)
- رتبه امنیت سایبری جهانی (شاخص منفی)

#### نظم جهانی
- درصد افرادی که به خیریه‌های بین‌المللی کمک می‌کنند
- شمار پناهجویان پذیرفته‌شده در یک کشور نسبت به تولید ناخالص داخلی
- شمار پناهجویان یک کشور در کشورهای دیگر نسبت به تولید ناخالص داخلی (شاخص منفی)
- نرخ رشد جمعیت (شاخص منفی)
- شمار معاهده‌هایی که یک کشور بعنوان یک کنش دیپلماتیک و در راستای حل صلح‌آمیز مناقشات امضا کرده است.

#### کره زمین و آب و هوا
- ردپای ملی و ذخیره ظرفیت زیستی (۲۰۰۹)
- صادرات ضایعات زباله‌های خطرناک نسبت به تولید ناخالص داخلی (فقط داده‌های ۲۰۰۸ و ۲۰۱۱ وجود دارد بعنوان شاخص منفی)
- تولید آلاینده‌های ارگانیک آب نسبت به تولید ناخالص داخلی (اطلاعات ۲۰۰۷ بعنوان شاخص منفی)
- تولید گاز دی اکسید کربن نسبت به تولید ناخالص داخلی (شاخص منفی)
- تولید گازهای متان + اکسید نیتروژن + دیگر گازهای گلخانه‌ای (هیدروفلوروکربن، ترکیبات پرفلورین و هگزا فلوراید گوگرد) نسبت به تولید خالص داخلی (شاخص منفی)

#### خوشبختی و برابری
- تجارت فراسوی مرزها
- شمار امدادگران و داوطلبانی که به کشورهای دیگر فرستاده شده‌اند نسبت به تولید ناخالص داخلی
- اندازه بازار «تجارت منصفانه» نسبت به تولید ناخالص داخلی
- جریان خروج سرمایه‌گذاری خارجی مستقیم نسبت به تولید ناخالص داخلی
- کمک‌های توسعه‌ای به سایر کشورها نسبت به تولید ناخالص داخلی

#### بهداشت و تندرستی
- اندازه خوراکی که یک کشور در مقیاس یک تن گندم به سایر کشورها کمک کرده نسبت به تولید ناخالص داخلی
- صادرات دارو نسبت به تولید ناخالص داخلی
- کمک‌های داوطلبانهٔ مازاد به سازمان بهداشت جهانی نسبت به تولید ناخالص داخلی
- کمک‌های بشردوستانه نسبت به تولید ناخالص داخلی
- تطابق با مقررات بهداشت جهانی